# I'm with Stupid (Aimee Mann)
I'm with Stupid è il secondo album discografico in studio da solista della cantautrice statunitense Aimee Mann, pubblicato nel 1995.

## Tracce
1. Long Shot – 3:13
2. Choice in the Matter – 3:13
3. Sugarcoated – 3:39
4. You Could Make a Killing – 3:21
5. Superball – 3:05
6. Amateur – 4:51
7. All Over Now – 3:37
8. Par for the Course – 6:01
9. You're with Stupid Now – 3:27
10. That's Just What You Are – 4:22
11. Frankenstein – 4:25
12. Ray – 4:47
13. It's Not Safe – 7:14